# Rolls-Royce Holdings
Rolls-Royce Holdings plc är ett brittiskt multinationellt publikt aktiebolag inkorporerat i februari 2011 som äger Rolls-Royce, en verkstadsindustrikoncern etablerad 1904 med huvudsaklig inriktning inom försvarsindustri och flygteknik. Rolls-Royce är världens näst största tillverkare av flygmotorer[källa behövs] och har affärsverksamhet inom både fartygsmaskineri och energiindustri. Bolaget är noterat på bland annat London Stock Exchange.
Företaget har huvudkontor på Buckingham Gate i London.

## Produkter
Rolls-Royce är indelat i fyra divisioner: Civil aerospace, Defence aerospace, Marine och Energy. Företaget är världens tredje största tillverkare av flygmotorer med ungefär 50 000 motorer i drift. 20 000 fartyg runtom i världen är utrustade med teknik från Rolls-Royce. Division Energy producerar teknik för energiproduktion, bland annat turbiner i kraftverk.
Den svenska fabriken i Kristinehamn ingår i divisionen Rolls-Royce Marine. Här tillverkas framdrivningssystem till fartyg, med det menas exempelvis propeller, vattenjet och så kallad POD. Produkterna används till fraktfartyg, kryssningsfartyg och krigsfartyg. En av de mer prestigefyllda beställningarna är propellrarna som levererats till hangarfartygen HMS Queen Elisabeth och HMS Prince of Wales. De är cirka sju meter i diameter. Båda fartygen togs i drift 2017.  Vattenjet är ett alternativ till traditionella propellrar. Sedan 1970-talet har tekniken blivit vanlig och är idag en viktig produkt för Rolls-Royce. Höghastighetsbåtar använder vattenjet, inte minst i militärt bruk där de ger en tystare gång och mindre djupgående.

## Historia
Sir Frederick Henry Royce startade sin verksamhet 1884 med elektrisk och mekanisk industri. Den första bilen byggdes i hans fabrik i Manchester 1904. Samma år visade Royce bilen för Charles Stewart Rolls, en återförsäljare av bilar. Resultatet blev att Rolls beställde alla bilar som Royce kunde tillverka. Avtalet innebar ett gemensamt namn på bilarna och det gemensamma företaget bildades. Deras företag Rolls-Royce Limited registrerades 15 mars 1906. Ett legendariskt varumärke var fött.
Den första tiden tillverkade Rolls-Royce bilar, men under första världskriget började de även tillverka flygmotorer. Redan i slutet på 1920-talet gav flygmotorerna större intäkter än bilarna. Under 1960-talet drogs Rolls-Royce med ekonomiska problem och hotades av konkurs. 1971 togs därför företaget över av den brittiska staten. 1973 avknoppades bilproduktionen i ett annat bolag, Rolls-Royce Motors. Bilmärket Rolls-Royce lever kvar än idag, men ägs av tyska BMW. Rolls-Royce Limited fortsatte i brittiska statens ägo fram till 1987 då det privatiserades. Efter privatiseringen heter bolaget Rolls-Royce plc.

### Flygplansmotorer
Efter första världskrigets utbrott inledde företaget även utveckling av flygmotorer, med de första färdiga motorerna levererade under 1915. Omkring hälften av motorerna som användes av ententen (Storbritannien, Frankrike och Ryssland) under kriget tillverkades av Rolls-Royce. Under andra världskriget fick motorn Rolls-Royce Merlin en avgörande roll. Motorn satt i flera flygplanstyper, inte minst brittiska flygplan som enmotoriga Supermarine Spitfire och Hawker Hurricane, det tvåmotoriga De Havilland Mosquito och det fyrmotoriga Avro Lancaster. Även det amerikanska flygplanet P-51 Mustang hade en Merlinmotor, licenstillverkad av Packard.
Efter andra världskriget utvecklade Rolls-Royce allt fler flygmotorer för civilt bruk. Nya gasturbiner, turbopropmotorer och jetmotorer gjorde flygresor betydligt snabbare. Mest spektakulärt var överljudsplanet Concorde som utrustades med motorn Rolls-Royce Olympus. Ett stort antal av dagens passagerarflygplan drivs av motorer från Rolls-Royce, exempelvis  Boeing 787 Dreamliner som togs i drift 2011.

### Stridsvagnsmotorer
Rolls-Royce tillverkade ett stort antal motorer till stridsvagnar under åren 1943−1964. Deras storsäljare var Meteor MK4 på 650 hk som utvecklades ur flygplansmotorn Merlin. Den användes i olika brittiska stridsfordon, men mest känd är stridsvagnen Centurion. Dessa stridsvagnar har även spelat en viktig roll i det svenska försvaret. Från 1953 till 1960 levererades 350 Centurion till Sverige och de sista var i tjänst fram till år 2000 då de ersattes av den tyska stridsvagnen Leopard.

## Rolls-Royce i Sverige
1999 köpte Rolls-Royce industriföretaget KaMeWa (tidigare Karlstads Mekaniska Werkstads Aktiebolag), som – trots namnet – låg i Kristinehamn. 1849 startades där Christinehamns Jernvägs Mekaniska Werkstad. Kristinehamnsföretaget tillverkade från början lok och järnvägsvagnar. 1897 övertogs företaget av Karlstads Mekaniska Werkstad, som 1902 förlade sin tillverkning av vattenturbiner till verkstaden i Kristinehamn. Senare tillkom även tillverkning av fartygspropellrar. Propellrarna var revolutionerande då propellerbladens vinklar kunde justeras, så kallade KaMeWa-propellrar. Dessa användes bland annat i mindre minsvepare och gasturbindrivna torpedbåtar som kunde manövrera propellerbladen hydrauliskt. 1986 togs propellertillverkningen över av brittiska företaget Vickers. Produktionen i Kristinehamn var attraktiv för Rolls-Royce och passade i deras produktportfölj. Det ledde till att Rolls-Royce köpte anläggningen 1999 och fortsätter producera propellrar, vattenjet och andra system för framdrivning av fartyg. Idag tillverkas produkter nästan uteslutande för export.